# Nicolas Esquillan
Nicolas Esquillan (* 27. August 1902 in Fontainebleau; † 21. Januar 1989 in Neuilly-sur-Seine)  war ein französischer Bauingenieur.
Esquillan besuchte das Lycée Jean Baptiste Say in Paris und studierte Bauingenieurwesen an der École nationale supérieure d’arts et métiers in Châlons-en-Champagne mit dem Diplom 1922. Danach war er im Ingenieurbüro von Simon Boussiron. Dort war er wohl an der Planung der Lotbrücke Port d’Agrès beteiligt. 1932 wird er mit dem Neubau der Pont de La Roche-Guyon beauftragt. Die Hängebrücke über die Seine in La Roche-Guyon bestand von 1840 bis 1914 und wurde dann abgerissen. Dann gab es nur eine Fährverbindung, bis 1935 die Betonbogenbrücke eröffnet wurde. Sie wurde beim Rückzug der Franzosen vor dem deutschen Einmarsch 1940 gesprengt und nicht wieder neu aufgebaut. Mit rund 160 m Spannweite war sie damals ein Rekord für Betonbrücken.

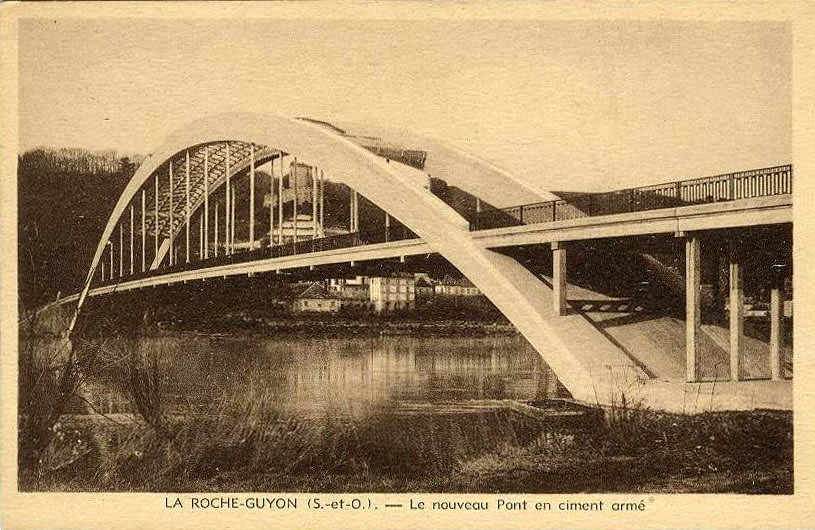
Zweite Brücke von La Roche-Guyon, 1935–1940

1936 wurde er leitender Ingenieur und 1941 Direktor (Directeur technique de l’Entreprise), was er bis 1971 blieb.
Weitere Projekte:
- 1936 bis 1941 eine neue Markthalle in seiner Heimatstadt Fontainebleau aus Stahlbeton, die zu seiner Zeit als avantgardistisch galt (sie wurde trotz Protesten 2013 abgerissen).
- 1937 Brücke über den Fluss Lot in Clairac (Lot-et-Garonne).
- 1943 Pont de la Coudette über den Gave de Pau, eine Betonbogenbrücke von 111 m Spannweite (damals ein neuer Rekord)
- 1950 Stahlbeton-Bogenbrücke Viaduc de la Méditerranée. Mit 124 m Spannweite ein Rekord für Eisenbeton-Eisenbahnbrücken.
- 1951 Flugzeughallen am Flughafen Marseille (Marignane).

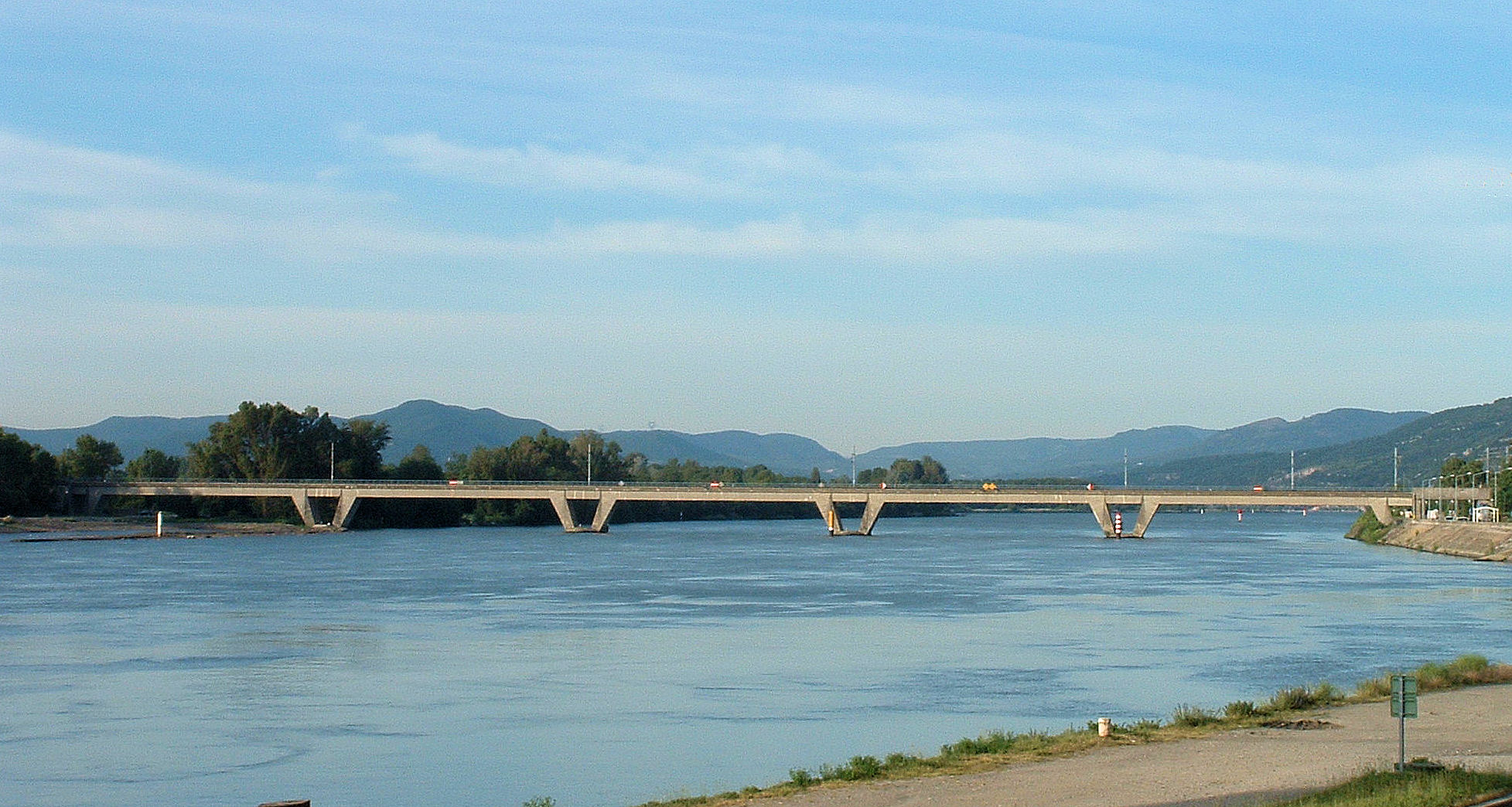
Eisenbahnbrücke La Voulte-sur-Rhône

- 1952 bis 1955 erste Eisenbeton-Spannbetonbrücke in La Voulte-sur-Rhône (Eisenbahnbrücke La Voulte). Spannweite 300 m.
- 1954 gewann er gegen Riccardo Morandi den Bau der Brücke von Abidjan (Pont Félix-Houphouët-Boigny) mit einer Länge von 372 m und einer Pfahlgründung bis 70 m unter Meeresspiegelniveau.
- 1957 Viaduc de Moret-sur-Loing, eine Spannbetonbrücke aus Fertigteilen.
- 1957 Pylone der Pont de Tancarville (der längsten Hängebrücke Frankreichs). Mit 123 m Höhe halten sie einen Höhenrekord für Stahlbetonpfeiler von Hängebrücken.
- 1955 gewann er mit den Architekten Bernard Zehrfuss und Marcel Breuer den Wettbewerb um den Bau des Centre des nouvelles industries et technologies (CNIT) in Paris, vor den Konkurrenten Pier Luigi Nervi und Eugène Freyssinet. Der Bau wurde 1958 vollendet.
- 1961 ist er beratender Ingenieur bei den Gebäuden der Weltausstellung in Turin
- 1967 zweite Brücke von Abidjan (Pont Général-de-Gaulle)
- 1967 Stahlbeton-Wasserturm im Bezirk La Duchère von Lyon (Château d’eau de La Duchère)
- 1968 Olympiastadion in Grenoble

1969 erhielt er die  Emil-Mörsch-Denkmünze, 1970 die Freyssinet-Medaille und 1980 den International Award of Merit in Structural Engineering.